# جزر مرهف الشعب
جزر مرهف الشعب (الاسم العلمي:Daucus tenuisectus) هو نوع من النباتات يتبع جنس الجزر من الفصيلة الخيمية.